# 90s Request Top 100
De 90s Request Top 100 was een hitlijst die werd georganiseerd door radio 3FM. De uitzending ervan vond jaarlijks in de 90s Request Week plaats, op de vrijdag (de laatste dag) tussen 9 en 6 uur. In 2004, toen de lijst uit slechts 90 hits bestond, was de uitzending van 10 tot 6 uur. In 2014 was de laatste editie.
De hitlijst werd samengesteld op basis van het aantal stemmen dat een nummer kreeg. De stemming begon meestal twee weken voor het begin van de week en duurde tot de donderdagavond. Bij elkaar waren er daarom ongeveer drie weken om te stemmen. De lijst stond meestal voor het begin van de uitzending op de website van 3FM.

## Stemprocedure
Het stemmen op de 90s Request Top 100 bestond uit twee stappen:
1. Uit een vooraf samengestelde favorietenlijst werden minimaal 3 en maximaal 10 nummers geselecteerd.
2. In de tweede stap kon nog één nummer toegevoegd worden die niet in de vaste lijst stond.

Er werd een mogelijkheid gegeven om een e-mailadres achter te laten waarnaar de uitslag van iemands selectie gestuurd kon worden. Er zat geen limiet aan het aantal keer dat één persoon kon stemmen.